# Сборный (Краснодарский край)
Сбо́рный — хутор в Крыловском районе Краснодарского края.
Входит в состав Октябрьского сельского поселения.

## Население
| 2002 | 2010 |
| ---- | ---- |
| 239  | ↘214 |

## Улицы
На хуторе имеется одна улица: Хлеборобная.